# Striberg–Grängens Järnväg

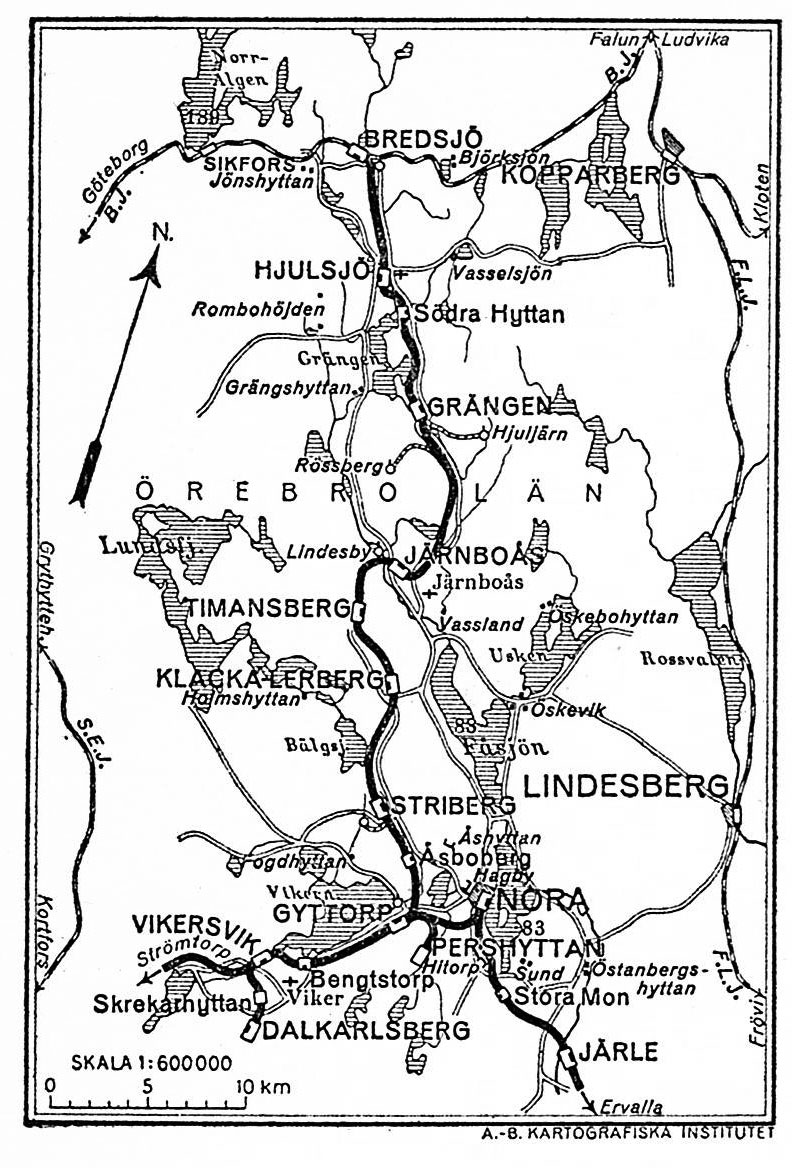
NEJ. Sträckan Gyttorp-Dalkarlsberg & Bredsjö.

Striberg–Grängens Järnväg (SGJ) var en järnväg i Bergslagen med den ovanliga smalspåriga spårvidden 802 mm. Banan utgick från Vikern-Möckelns Järnväg vid Striberg där det också fanns omlastningsmöjlighet med den normalspåriga Nora-Karlskoga Järnväg. Banan var 28,2 kilometer lång och bibanorna 4,7 kilometer.

## Historia
Efter att Nora-Karlskoga Järnväg 1874 öppnat sin bibana till Striberg fick de koncession den 11 september 1874 för en normalspårig förlängning till Järnboås. Ramens aktiebolag fick 1876 koncession för en järnväg från Nora-Karlskoga Järnväg vid Nora eller Striberg till Grythyttan och vidare till där Vanälven möter Västerdalälven
Ingen av järnvägarna byggdes utan först tio år senare den 4 december 1885 erhöll istället ett antal privatperson koncession på en smalspårig 802 mm järnväg mellan Striberg och Grängen. Koncessionen överfördes till det nybildade Striberg-Grängen järnvägsaktiebolag som blev ett helägt dotterbolag till Nora-Karlskoga Järnväg.
Järnvägsbygget påbörjades 1886 och i november 1887 öppnades banan för allmän trafik. Det byggdes två bibanor, en till Petersfors bruk (1,3 km), och en till Rössbergs gruvor, (3,4 km). Bibanorna lades ner 1907 i samband med ombyggnaden till normalspår. Det byggdes ett 400 meter långt sidospår till Lindesbyhyttan 1888. I Grängen anslöt transportleden för Bredsjö-Grängens trafikaktiebolag som gick över sjöar till Hjulsjö och vidare på hästbana till Bredsjö.
Nora-Karlskoga Järnvägsaktiebolag, som ägare, begärde 1893 att få slå ihop Bredsjö-Grängens Järnväg, Striberg–Grängens Järnväg och Vikern-Möckelns Järnväg till en järnväg. I november 1893 beviljade Kunglig Majestät detta och sammanslagningen verkställdes den 20 april 1894 vilket innebar att den 97 km lång smalspåriga järnvägen Bredsjö-Degerfors Järnväg (BDJ) bildades.
Bolaget beslutade 1903 att bandelen Striberg-Grängen-Bredsjö skulle byggas om till normalspår 1435 mm. Den ombyggda banan öppnade den 15 november 1907 som en del av Nora Bergslags Järnväg. I samband med ombyggnaden skedde en omläggning till en kortare sträckning av banan mellan den nybyggd station i Striberg som var den tredje stationen i Striberg och den smalspåriga banvallen vid Bälsjön (Bälgsjön). Vid Sågheden som upphörde fick banan en ny sträckning och Klacka-Lerberg station flyttades. Det fanns även ytterligare mindre linjeomläggningar. Bansträckningen Grängen-Striberg revs 1979-1980 av Nora Bergslags Järnväg.
Efter en planerad rekonstruktion 1905 köptes Nora-Karlskoga Järnvägs tillgångar där Striberg–Grängens Järnväg ingick av nybildade Nora Bergslags Järnvägsaktiebolag.

### Trafik
Striberg–Grängens Järnväg köpte inför öppnandet ett lok och 20 godsvagnar men trafiken hanterades av Vikern-Möckelns Järnväg. Antal godsvagnar utökades 1888 till totalt 60.
Persontrafik på normalspåret lades ner den 22 maj 1966 och godstrafiken upphörde den 11 juni 1979.